# Planaltina myersi
Planaltina myersi är en fiskart som beskrevs av Böhlke, 1954. Planaltina myersi ingår i släktet Planaltina och familjen Characidae. Inga underarter finns listade i Catalogue of Life.